# Фильмография Дэвида Боуи

То́мас Джеро́м Нью́тон в инопланетной и человеческой формах. Роль Дэвида Боуи в картине «Человек, который упал на Землю» стала одной из ключевых в кинокарьере артиста. Помимо признания критиков, этот персонаж повлиял на один из самых известных концертных образов музыканта — Измождённого Белого Герцога, также изображения из фильма фигурируют в двух студийных альбомах музыканта — Low и Station to Station

На протяжении всей своей карьеры Дэвид Боуи проявлял интерес к актёрскому ремеслу, снявшись в более чем 30 фильмах, телешоу и театральных постановках. Актёрская карьера Дэвида Боуи была «продуктивно избирательной», по большей части артист избегал главных ролей в пользу камео и второстепенных персонажей. Многие критики отмечали, что, если бы Боуи предпочёл музыке кинокарьеру, он мог бы добиться большого успеха как актёр. Также выражалось мнение, что, хотя присутствуя на экране он перетягивал внимание на себя, важнейшим вкладом Боуи в кино было использование его песен в саундтреках, таких фильмов как «Шоссе в никуда», «Мулен Руж!», «История рыцаря», «Водная жизнь» и «Бесславные ублюдки».
Одной из самых известных ролей Боуи является Томас Джером Ньютон, инопланетянин из фильма «Человек, который упал на Землю», за неё артист был награждён премией «Сатурн». Среди других творческих удач Боуи отмечают роль вампира Джона в фильме «Голод», короля гоблинов Джарета в «Лабиринте», Понтия Пилата в «Последнем искушении Христа», Николу Теслу в «Престиже». Как отмечали кинокритики, «в любой его кинороли ярко проявляется его незаурядная индивидуальность, настолько, что многие из этих фильмов без него представить невозможно». Кроме того, артист является лауреатом Дневной премии «Эмми» в категории «Выдающееся участие в специальной программе» за документальный фильм Hollywood Rocks the Movies: The 1970s with David Bowie (AMC).

## Кинокарьера

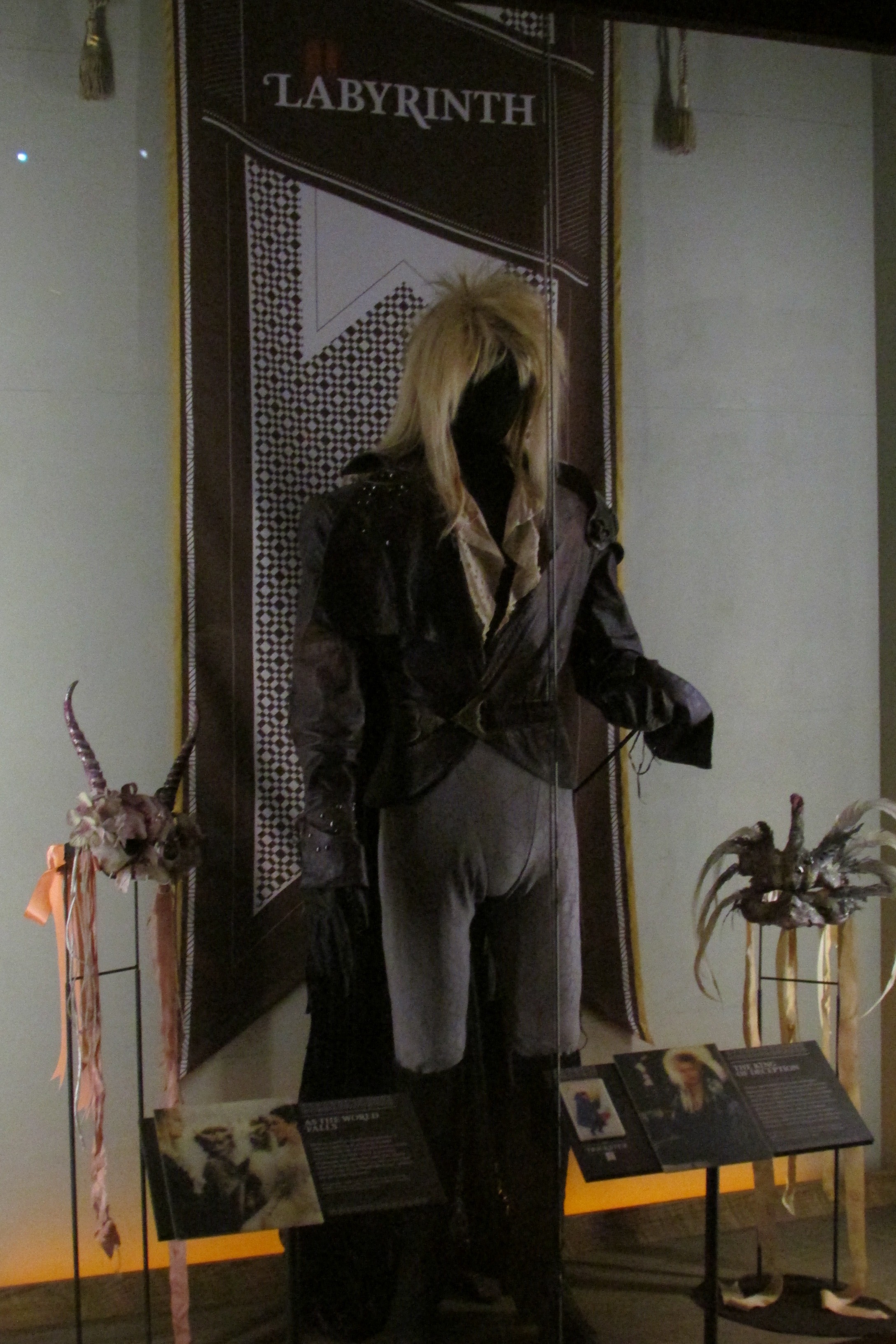
Костюм персонажа Дэвида Боуи, Джарета, из фильма «Лабиринт» в Музее поп-культуры, Сиэтл

Началу актёрской карьеры Боуи предшествовал его коммерческий прорыв в качестве музыканта. Изучая авангардный театр и пантомиму под руководством Линдси Кемпа, он получил роль Клауда в театральной постановке последнего — «Пьеро в бирюзе» (1967) (впоследствии по ней был снят телефильм «Убийства в Зазеркалье» 1970 года). В тот же период Боуи получил эпизодическую роль в драматическом сериале «Театр 625», который вышел в эфир в мае 1968 года. В 1969 году артист поучаствовал в съёмках чёрно-белого короткометражного фильма «Образ», где исполнил роль юноши-призрака, который материализуется из картины и начинает преследовать своего создателя. В том же году Боуи отметился появлением в массовке «Девственных солдат» — картины, базирующейся на одноимённом комедийном романе Лесли Томаса. В 1976 году Боуи впервые снялся в главной роли, сыграв в фильме «Человек, который упал на Землю» режиссёра Николаса Роуга, где перевоплотился в пришельца с другой планеты. Работа актёра была встречена критиками положительно; в частности, он стал лауреатом премии «Сатурн»). Позже он признался, что тяжёлая кокаиновая зависимость в период съёмок сказалась на хрупкости его душевного состояния, из-за чего он едва ориентировался в сюжете. Через три года последовала ещё одна ведущая роль в драматическом фильме Дэвида Хеммингса «Прекрасный жиголо — несчастный жиголо» (1979), где артист предстал в образе прусского офицера Пауля фон Пшигодски, который, вернувшись с Первой мировой войны, начинает заниматься развлечением пожилых зажиточных дам — становится жиголо. Кинокартина провалилась в прокате. Впоследствии Боуи выражал смущение по поводу своего участия в этом проекте: «Фильм был дрянь, настоящая дрянь. […] Это был провал».
В период с 1980 по 1981 годы Боуи исполнял роль Джозефа Меррика в бродвейской театральной постановке пьесы «Человек-слон» (сыграв в ней в общей сложности 157 раз); артист не использовал на сцене грим и заслужил высокие оценки от искусствоведов. В этот же период вышел биографический фильм «Мы, дети станции Зоо», посвящённый судьбе молодой наркоманки из Западного Берлина. Боуи появился в нём в роли самого себя, выступая на местном концерте. В выпущенный одноимённый саундтрек попало много материала периода «Берлинской трилогии». В 1982 году он получил главную роль в телеадаптации пьесы Бертольта Брехта «Ваал». Годом позже Боуи предстал в образе вампира Джона в эротическом триллере «Голод» где его партнёршами были Катрин Денёв и Сьюзан Сарандон. В том же году артист поучаствовал в съёмках фильма Нагисы Осимы «Счастливого Рождества, мистер Лоуренс», снятом по роману Лоренса ван дер Поста «Семя и сеятель»; в нём Боуи сыграл майора Джека Селлерса, военнопленного в японском лагере для интернированных. Также Боуи отметился в эпизодической роли в комедии «Жёлтая борода» (1983), сюжет которой придумали участники «Монти Пайтон».
Мне часто предлагают роли в плохих фильмах. И, в основном, это какие-то бесноватые пидоры, трансвеститы или марсиане.
Для продвижения сингла «Blue Jean» Боуи при поддержке режиссёра Жюльена Темпла организовал съёмки 21-минутного короткометражного фильма «Jazzin’ for Blue Jean» (1984), сыграв в нём сразу две роли: романтического главного героя Вика и высокомерную рок-звезду Горлопана лорда Байрона. Эта короткометражка принесла Боуи его единственную статуэтку «Грэмми», полученную им при жизни. В 1985 году артист появился в второстепенной роли киллера Колина Морриса в фильме Джона Лэндиса «В ночи». В это же период Боуи было предложено сыграть злодея Макса Зорина в очередном эпизоде бондианы «Вид на убийство» (1985), но он отказался от роли, заявив: «Я не хочу тратить пять месяцев, наблюдая, как дублирующий меня каскадёр лазает по горам». Боуи вновь поработал с Темплом на съёмочной площадке музыкального фильма «Абсолютные новички» (1986), киноадаптации одноимённой книги Колина Макиннеса о Лондоне конца 1950-х, сыграв в нём второстепенного персонажа — рекламного агента Ве́ндиса Па́ртнерса. В том же году артист поучаствовал тёмном фентези Джима Хенсона «Лабиринт» получив роль главного антагониста Джарета, короля гоблинов. Несмотря на низкие кассовые сборы, фильм обрёл популярность и стал культовым. Два года спустя Боуи сыграл Понтия Пилата в высоко оценённом критиками библейском эпосе Мартина Скорсезе «Последнее искушение Христа» (1988).
Дэвид Боуи построил впечатляющую карьеру в кино. Его дебют в роли инопланетянина-мессии в фильме «Человек, который упал на Землю» мог показаться слегка банальным, и всё же он был в нём хорош, ну а после блистал в самом разном материале: от тяжеловесов вроде «Последнего искушения Христа», «Баскии», «Счастливого рождества, мистер Лоуренс», до развлекательного ширпотреба, как «Абсолютные новички», «Лабиринт» и «Голод». В период интервью Боуи готовился перенести на Бродвей спектакль «Человек-слон». Об этой роли он говорил, как о своём «первом настоящем актёрском опыте».
В 1991 году Боуи вновь поработал с Джоном Лэндисом, снявшись в одном из эпизодов ситкома «Как в кино», а также сыграл одного из центральных персонажей в комедии «История с ограблением», составив компанию Розанне Аркетт. Годом позже артист появился в картине Дэвида Линча «Твин Пикс: Сквозь огонь», исполнив роль агента ФБР Филлипа Джеффриса. Приквел к одноимённому телесериалу получил низкие оценки от критиков, однако со временем отношение к нему поменялось. В 1996 году Боуи сыграл роль художника Энди Уорхола в биографической ленте «Баския» режиссёра Джулиана Шнабеля о нью-йоркском неоэкспрессионисте, которого считал своим другом и коллегой. Два года спустя артист поучаствовал в итальянском спагетти-вестерне Джованни Веронези «Il Mio West» (выпущенном в США под названием «Месть стрелка»), сыграв самого опасного стрелка в окру́ге. В 1999 Боуи исполнил роль престарелого гангстера по имени Берни в фильме Эндрю Гота «Понты», а также появился в качестве ведущего во втором сезоне телесериала-антологии «Голод». Несмотря на наличие нескольких эпизодов посвящённых вампирам, сериал не имел сюжетной связи с одноимённым фильмом 1983 года. В том же году Боуи «сыграл» двух персонажей в видеоигре Omikron: The Nomad Soul, что стало его единственным проектом такого рода.
В 2000 году Боуи получил главную роль в драме «Секрет мистера Райса», сыграв соседа неизлечимо больного подростка. В течение следующих двух лет артист исполнил камео в комедии Бена Стиллера «Образцовый самец» (2001), а также поучаствовал в мокьюментари Эрика Айдла «The Rutles 2: Can’t Buy Me Lunch». В 2004 году в прокат вышел фильм «Водная жизнь», саундтрек которого содержал песни раннего периода Боуи, исполненные на португальском языке актёром Сеу Жоржи (материал был адаптирован под сюжет ленты). Музыкант так прокомментировал этот проект: «Если бы Сеу Жоржи не записал мои песни на португальском языке и в акустическом варианте, я бы никогда не услышал этот новый уровень красоты, которым он их наполнил». В 2005 году, вместе со Снуп Доггом, он снял рекламный ролик для XM Satellite Radio. Годом позже Боуи появился в роли Николы Теслы в фильме Кристофера Нолана «Престиж», повествующем об ожесточённом соперничестве между двумя иллюзионистами. Впоследствии Нолан утверждал, что Боуи был его единственным кандидатом и он лично уговаривал артиста присоединиться к актёрскому составу его ленты после первоначального отказа. В том же году Боуи озвучил императора Урдалака в анимационном фильме Люка Бессона «Артур и невидимки» а также сыграл самого себя в телесериале «Массовка» Рики Джервэйса. В 2007 году он подарил голос Лорду Его Величество из эпизода мультсериала про Губку Боба «Атлантис Квадратные Штанантис». Годом позже артист снялся в картине Остина Чика «Август», где сыграл второстепенную роль Огилви, «циничного венчурного капиталиста». Последнее появление Боуи в кино стало небольшим камео в комедии «Бэндслэм» (2009).
В интервью 2017 года режиссёр Дени Вильнёв рассказал о своих планах задействовать Боуи в фильме «Бегущий по лезвию 2049» в роли главного антагониста — Ниандера Уоллеса. Однако из-за смерти музыканта этим планам не суждено было воплотиться, и ему пришлось искать другого талантливого человека с аналогичными качествами «рок-звезды». В итоге Вильнёв остановил свой выбор на солисте группы Thirty Seconds to Mars Джареде Лето. Комментируя процесс кастинга, режиссёр вспоминал: «Когда мы представляли, каким будет персонаж, то сразу же подумали о Дэвиде Боуи, который во многом повлиял на [эстетику] „Бегущего по лезвию“. Когда мы узнали о его смерти, то стали искать кого-то подобного. Он, [Боуи], был воплощением духа „Бегущего по лезвию“». Режиссёр Дэвид Линч также надеялся, что Боуи вернётся к своему бывшему персонажу в готовящемся телесериале «Твин Пикс: Возвращение» однако музыкант, который к тому времени был уже тяжело болен, тем не менее, не афишируя свою болезнь, через адвоката без объяснения причин сообщил, что не сможет этого сделать. В итоге Филлип Джеффрис демонстрировался с помощью архивных кадров, снятых в 1992 году. По просьбе Боуи Линч переозвучил его героя голосом другого актёра, поскольку музыкант был недоволен своим каджунским акцентом из оригинального фильма.
В конце 1980-х Боуи какое-то время рассматривали на роль Джокера (изначально являясь одним из вдохновивших образ этого персонажа) для фильма Тима Бёртона «Бэтмен» 1989 года. Однако в итоге роль досталась Джеку Николсону. Сыгравший Джокера в 2016 году Джаред Лето отмечал, что вдохновлялся Боуи во время создания образа злодея для фильма «Отряд самоубийц». Также Боуи стал источником вдохновения для другого персонажа комиксов — Люцифера. В одном из интервью Киллиан Мёрфи признался, что гардероб его персонажа из фильма «Оппенгеймер» был частично вдохновлён визуальным стилем Дэвида Боуи. А именно обликом его альтер-эго — Измождённого Белого Герцога.
Образ Боуи несколько раз пытались перенести на экран. Сначала его опосредованно вывели под именем Брайана Слейда (Джонатан Рис Майерс) в фильме «Бархатная золотая жила» (1998, Великобритания, США). А в картине «Дейв» (2012, Бельгия) заглавную роль исполнила Ханелоре Кнутс. Обозреватель портала GamesRadar классифицировал дизайн Леона Скотта Кеннеди, главного героя видеоигры Resident Evil 4, фразой: «Дэвид Боуи пилотирует Memphis Belle». По словам режиссёра фильма «Король и Шут. Навсегда» Рустама Мосафира, роль главного антагониста — в исполнении Ильи Гришина — была навеяна Дэвидом Боуи: «Наш Некромант — это вызов всем стереотипам. […] Мы вдохновлялись образами великого Дэвида Боуи, и Илья вписался в этот образ так, будто он всегда был его частью. Даже внешне он чем-то напоминает Боуи — тот же магнетизм и стиль, от которых невозможно оторвать взгляд. Это не просто герой, это будущий экранный „краш“».

## Оценка творчества
Смерть Дэвида Боуи — это неисчислимая потеря для мира музыки, но это также тяжёлый удар по миру кино. Его актёрское наследие, возможно, затмевает его музыкальная карьера, определившую эпоху и растянувшуюся на десятилетия. Однако сей факт не приуменьшает первого, а лишь доказывает почти планетарный размер и масштаб второго. Потому что и как актёр Боуи обладал уникальным присутствием на экране. И он выбирал свои роли так избирательно и с таким своеобразным, но странно последовательным вкусом, что почти случайно к основному нарративу о его необыкновенной жизни накопил завидную экранную фильмографию. Даже в фильмах, которые не были полностью достойны его вклада, он неизменно заслуживал внимания. И даже многие те роли, которые в то время подвергались критике, теперь кажутся ключевыми как отблески артистизма, столь же сложного и многогранного, словно бриллиант точной огранки.
По мнению многих экспертов Дэвид Боуи, один из самых выдающихся и влиятельных артистов современной культуры мог бы стать успешным актёром, если бы предпочёл киноискусство музыкальной карьере. По словам Ноэля Мюррея из Rolling Stone, те, кто следил за его творчеством, не удивились, что Боуи начал сниматься в кино, создав одну из самых интересных кинокарьер среди музыкантов. С самого начала Боуи был артистом, который черпал вдохновение в кинематографе. Ссылаясь на Стэнли Кубрика в «Space Oddity», изображая Грету Гарбо на обложке Hunky Dory или воплощая немецкий экспрессионизм в образе Измождённого Белого Герцога, Боуи постоянно опирался на иконографию кино в своей музыке. Будучи рок-звездой Боуи примерял разнообразные образы и устраивал «бескомпромиссно театральные» концерты, демонстрировал свою музыку в короткометражных фильмах за годы до появления MTV. «С его мягким приятным голосом, угловатым лицом и отсутствующим взглядом» Боуи обладал естественным магнетическим присутствием на экране», отмечал Мюррей. Снявшись в более чем 30 фильмах, он попробовал свои силы практически во всех жанрах — от фэнтези до комедии и ужасов. Каждое его появление на экране было запоминающимся событием, а наследие Боуи как характерного актёра «обеспечило ему бессмертие в истории кино».
По мнению обозревателя портала Consequence Клинта Уортингтона, как и большинство рок-звёзд Боуи не мог избавиться на экране от своего сценического амплуа. Однако его персонажам удавалось становиться отражением самого музыканта, контекстуализируя и обосновывая каждую роль через призму его личности. Боуи никогда не играл «простых парней», почти все его роли прославляли чудаков и супер-фриков, которые находили с ним родство через его музыку и его личность. Рецензентка портала IndieWire отмечала, что кинокарьера Боуи была настолько «индивидуальной и эклектичной, насколько можно было себе представить», тем не менее, безусловно, самой ярко выраженной чертой практически всех его ролей, «словно, устойчивый аккорд невероятно долгого сустейна, была общая нота чистейшего интеллекта». Автор подчёркивала, что зачастую это был настолько «пронзительный и необычный интеллект», что он казался почти что чужеродным: в лучших ролях Боуи присутствовало «потустороннее качество» которое, возможно, было не всегда столь велико, как, «скажем, в его образе Зигги Стардаста, но оно было». «Единственная загадка заключается в том, почему он снимался так редко», сетовали критики, музыкант исполнил всего нескольких главных ролей и появился в череде камео. Однако даже своим эпизодическим появлением Боуи мог остаться самым ярким моментом фильма.
Режиссёры считали за честь поработать с Боуи, хотя артист периодически отказывался от громких ролей, например, злодея Макса Зорина из бондианы «Вид на убийство» и Иисуса из драмы «Последнего искушение Христа». Музыкант тщательно выбирал персонажей, предпочитая авторское кино и артхаус Голливуду: «Бежал от него, как от чумы. Актёрская игра скорее декоративна, просто шутки ради, просто весело. Это не то, что необходимо тешить в себе как амбицию. Я не очень-то разбираюсь в кинематографе, поэтому съёмки мне доставляют огромное удовольствие». В одном из интервью он пошутил: «Все эти съёмки в фильмах, работа в театре — я так ничему и не научился». В дальнейшем, отмечая: «Как правило, режиссёр [привлекает меня к роли]. […] Если я чувствую, что смогу чему-то научиться, работая с конкретным режиссёром, какой бы ни была роль, я обычно говорю „да“.… Я люблю наблюдать за режиссёрами, как они взаимодействуют со своей командой, какие у них отношения с актёрским составом […]». Кинокарьера Боуи была не «самой плодотворной, но чрезвычайно захватывающей» и разнообразной. Он «никогда не боялся поднять актёрскую игру на новый уровень».
Одной из первых работ Боуи в кино стала главная роль в фильме «Человек, который упал на Землю» где музыкант изобразил пришельца, корабль которого разбился на Земле. Инопланетянин принимает человеческий облик, берёт себе имя Томас Джером Ньютон и пытается постичь человеческую сущность. По мнению обозревателя журнала «Мир Фантастики», за счёт необычной внешности и природного артистизма «у Боуи было всё необходимое, чтобы играть самые необычные роли в фантастике». Это перевоплощение считается одной из лучших ролей музыканта. Как следствие, он стал лауреатом премии «Сатурн». Публицисты отмечали, что артист «великолепно вжился в образ инопланетного существа: неземной взгляд, бледное лицо, худоба, странная пластика движений». Фильм получил ярлык «культовой классики», с помощью которой будущим поколениям будут «объяснять наследите артиста». Критики отмечали влияние Боуи на субкультуру готики благодаря участию в фильме «Голод» где он сыграл вампира. Сегодня этот фильм называют «„Сумерками“ для взрослых»: стильный, красивый, с массой метафор, а роль Боуи — одной из самых трагических в его карьере.
«Если вклад Боуи в кинематограф можно было бы подытожить одним кадром, то им бы стал тот, в котором он по шею зарыт в песок под палящим полуденным солнцем в японском лагере для военнопленных», — отмечалось в журнале Time Out. Актёрская игра Боуи в фильме «Счастливого Рождества, мистер Лоуренс» была названа «самой достоверной» в его кинокарьере и получило широкое признание критиков. Роль майора Джека Селлерса называли «возможно, самой человечной» и «нормальной» среди перевоплощений музыканта, также отмечая, что в ней он демонстрирует, что «честно прожитая жизнь, пусть даже несколько месяцев или нескольких мгновений, стоит больше, чем десятилетия самообмана, подлинность, которая кажется очень важной частью наследия Боуи в реальной жизни». Артист сыграл одну из своих самых известных ролей — короля гоблинов Джарета в кукольном фильме «Лабиринт». Несмотря на то что картина провалилась в прокате, со временем она стала «культовой». Приглашение музыканта называли «гениальным» так как он привнёс в персонажа свою «фирменную амбивалентность», сделав злодея одновременно привлекательным и отталкивающим. Со временем фильм ещё больше укрепил веру поклонников Боуи в его «исключительный талант и [художественное] бессмертие». Наследие картины было огромным: «Лабиринт» был положен в основу множества книг, видеоигр, клипов и комиксов.
Боуи перевоплотился в Понтия Пилата «в одной из самых значимых работ» Мартина Скорсезе «Последним искушение Христа». Актёр изображает своего антагониста «не как малодушного злодейского персонажа народных преданий, а как нечто гораздо более непримиримое и непоколебимое»: бюрократ без идеологии, кроме сохранения статуса кво. Впоследствии музыкант признался, что эта роль принесла ему больше удовлетворения, чем роль «какого-нибудь перспективного голливудского Джеймса Бонда». Обозреватель BBC Рэйчел Пронгер отмечала, что вместо того, чтобы «растворяться в своих ролях, Боуи парил над ними всегда на один уровень выше». По мнению Пронгер, эта дистанция означала, что каждая роль, которую играл Боуи, «неизбежно перекликалась с его многочисленными альтер эго и с самой природой славы». Наиболее эффектные актёрские образы артиста связаны с этим фактором. Одним из примеров является его краткое, но запоминающееся появление в роли Энди Уорхола в биографическом «Баския». На «той же волне, но даже лучше», Боуи играет «небольшую, но яркую роль» изобретателя Николы Теслы в триллере Кристофера Нолана «Престиж» («рождён для этой роли»). Артист сумел доказать, что его актёрский талант не зависит от величины роли, он может присутствовать на экране всего несколько минут, но созданный им образ «очень запоминающийся». Примером этому являются его многочисленные небольшие роли в таких картинах, как: «Твин Пикс: Сквозь огонь» Дэвида Линча, где Боуи сыграл агента ФБР Филлипа Джеффриса («была ли когда-нибудь более естественная пара режиссёр/звезда, чем человек, который спел „Life on Mars?“, и человек, снявший „Голову-ластик“?»), камео в виде — «гламурного-супергероя» — судьи дефиле-баттла в фильме «Образцовый самец» (сама идея пригласить артиста была отсылкой к его песне «Fashion»), а также камео в сериал «Массовка» Рики Джервейса, где он сыграл песню «Little Fat Man» на пианино. Отдельно отмечались концертные фильмы музыканта, такие как «Накокаиненный актёр» и «Ziggy Stardust and the Spiders from Mars» благодаря которым «кинематографисты быстро определили его [актёрский] потенциал». А также его новаторские видеоклипы, в том числе такие культовые, как «Ashes to Ashes» и сюрреалистичные, как «Blackstar».
Примером провальных работ музыканта называли «Прекрасный жиголо — несчастный жиголо», где он исполнил роль Пауля фон Призгодски. «Все, кто был задействован в этом фильме, теперь при встрече отводят глаза» — спустя годы вспоминал Боуи в одном из интервью. Ещё одной его неудачей был фильм «Абсолютные новички» (музыкант исполнил одну из второстепенных ролей — Ве́ндиса Па́ртнёрса), участие в котором Боуи распинал Джейк Эбертс, чья компания Goldcrest Films финансировала ленту, сетуя: «Мои дети будут смотреть что угодно, но они не могли смотреть это. Как и их друзья. Я не думаю, что когда-либо видел худшую игру в крупном британском фильме… [Заглавная] песня, на мой взгляд, была единственной хорошей особенностью всего фильма». Обозревательница IndieWire отмечала, что этот фильм — «гигантская глупость» которая не только уничтожила Goldcrest, но и была близка к тому, чтобы нанести вред британской киноиндустрии в целом.

### Использование музыки
Помимо актёрской игры Боуи, использование его песен в саундтреках к фильмам таких исполнителей, как Квентин Тарантино, Дэвид Линч и Уэс Андерсон, способствовало совершенствованию искусства кино. Обозреватель журнала Rolling Stone отмечал: «От космических опер до средневековых фильмов о рыцарских турнирах песни Боуи никогда не казались лишними в саундтреках. Его музыка была такой же податливой, как и её автор, и лучшие из его треков никогда не утратят своей необъяснимой силы заставлять инопланетянина чувствовать себя обычным, а обыденность — чуждой». В свою очередь, эксперт Британского института кино Алистер Райдер подчёркивал: «Его музыка облагораживает любые сцены [в которых звучит] — от крупнобюджетных блокбастеров до последних работ известных авторов». Песни музыканта фигурируют в более чем 450 фильмам, в числе наиболее знаковых из них отмечались: «Modern Love» в фильмах «Дурной крови» («[сцена под эту песню] — одна из идеальных визуализаций того, каково это — влюбиться в кого-то») и «Милая Фрэнсис» («одна из главных причин, чтобы остаться в живых — ради таких сцен»), «„Heroes“» в фильмах «Мы, дети станции Зоо» («выдающийся фильм, наполненный отличными треками Боуи, включая живое исполнение „Station to Station“ в середине ленты») и «Хорошо быть тихоней» («голос Боуи оседлал стену звука, достаточно сильную, чтобы пробиться сквозь обломки Берлинской стены и достучаться до нового поколения подростков-изгоев»), «I’m Deranged» в «Шоссе в никуда» («придаёт дополнительную дозу жуткой эфимерности грязному, но мистическому миру Линча»), «Golden Years» в «Истории рыцаря» («стала визитной карточкой саундтрека»), «Cat People» в фильме «Бесславные ублюдки» (Тарантино специально написал эпизод для этой песни, в итоге сочетание видеоряда с музыкой было названо одним из лучших в его карьере), «Starman» в «Марсианине» («иногда лучший способ использовать песню — это применить её настолько буквально, насколько это возможно»), «Magic Dance» в «Лабиринте» («мог ли кто-нибудь лучше вписаться в мир Джима Хенсона, чем Боуи?»), «Under Pressure» в «Убийство в Гросс-Пойнте» («идеальное сочетание ностальгии с меланхолическим взглядом на человека, расплачивающимся за свой выбор»), «Moonage Daydream» в «Стражах Галактики» (по словам Джеймса Ганна: «Ты не можешь снять „космический“ фильм, наполненный семидесятыми, и не включить в него Зигги Стардаста»), «Life on Mars?» и «Queen Bitch» в «Водной жизни Стива Зиссу» («идеальное использование музыки Боуи в драме Уэса Андерсона»), «Young Americans» в «Догвилле» (Ларсу Фон Триеру всегда нравился Боуи, но он лучше всего использовал его музыку в момент, когда вы меньше всего этого ожидали), также песни Боуи отмечались в саундтреках фильмов «Бестолковые» («Fashion»), «Помни» («Something in the Air»), «Радио в эфире» («Always Crashing in the Same Car»), «Дикая штучка» («Fame») и «Абсолютные новички» («That’s Motivation»).

## Фильмография
| Год       |     | Русское название                            | Оригинальное название                                                          | Роль                                                                               |
| --------- | --- | ------------------------------------------- | ------------------------------------------------------------------------------ | ---------------------------------------------------------------------------------- |
| 1968      | ф   | Театр 625                                   | Theatre 625                                                                    | В 22 серии 5 сезона «Выстрел пистолета» (в настоящее время эпизод утерян)          |
| 1969      | ф   | Картинка                                    | The Image                                                                      | парень                                                                             |
| 1969      | ф   | Девственный солдат                          | The Virgin Soldiers                                                            | в титрах не указан                                                                 |
| 1969      | ф   | Любить тебя до вторника                     | Love You Till Tuesday                                                          | камео                                                                              |
| 1974      | док | Накокаиненный актёр                         | Cracked Actor                                                                  | камео                                                                              |
| 1976      | ф   | Человек, который упал на землю              | The Man Who Fell to Earth                                                      | инопланетянин Томас Джером Ньютон                                                  |
| 1979      | ф   | Прекрасный жиголо — несчастный жиголо       | Schöner Gigolo, armer Gigolo                                                   | прусский офицер Пауль Амброзиус фон Пржигодски                                     |
| 1981      | ф   | Мы дети станции Зоо                         | We Children from Bahnhof Zoo (Wir Kinder vom Bahnhof Zoo) a.k.a. Christiane F. | камео, также является композитором фильма                                          |
| 1982      | ф   | Снеговик                                    | The Snowman                                                                    | рассказчик                                                                         |
| 1983      | док | Крутые кошки: Двадцать пять лет Рок-н-ролла | Cool Cats: Twenty-Five Years of Rock 'N' Roll Style                            | камео                                                                              |
| 1983      | ф   | Групповое безумие: создание Жёлтой бороды   | Group Madness: The Making of Yellowbeard                                       | камео                                                                              |
| 1983      | ф   | Весёлого Рождества, мистер Лоуренс          | Merry Christmas, Mr. Lawrence                                                  | майор Джек «Бесшабашный» Селлерс                                                   |
| 1983      | ф   | Голод                                       | The Hunger                                                                     | вампир Джон                                                                        |
| 1983      | ф   | Жёлтая борода                               | Yellowbeard                                                                    | в титрах не указан                                                                 |
| 1984      | ф   | Jazzin’ for Blue Jean                       | Jazzin’ for Blue Jean                                                          | короткометражный фильм                                                             |
| 1985      | ф   | В ночи                                      | Into the Night                                                                 | убийца Колин Моррис                                                                |
| 1986      | ф   | Абсолютные новички                          | Absolute Beginners                                                             | Ве́ндис Па́ртнёрс, также является композитором фильма                                |
| 1986      | ф   | Лабиринт                                    | Labyrinth                                                                      | король гоблинов Джарет, также является композитором фильма                         |
| 1987      | док | Queen: Волшебные годы                       | Queen: The Magic Years                                                         | камео                                                                              |
| 1988      | ф   | Последнее искушение Христа                  | The Last Temptation Of Christ                                                  | Понтий Пилат                                                                       |
| 1988      | док | Представьте себе: Джон Леннон               | Imagine: John Lennon                                                           | камео                                                                              |
| 1990      | док | Суперзвезда: Жизнь и времена Энди Уорхола   | Superstar: The Life and Times of Andy Warhol                                   | камео                                                                              |
| 1991—1991 | с   | Как в кино                                  | Dream On                                                                       | Сэр Роланд Мурекок. Эпизод: «Вторая величайшая история из когда-либо рассказанных» |
| 1991      | ф   | История с ограблением                       | The Linguini Incident                                                          | Монти                                                                              |
| 1992      | ф   | Путешествующие огни                         | Travelling Light                                                               | камео                                                                              |
| 1992      | ф   | Твин Пикс: Сквозь огонь                     | Twin Peaks: Fire Walk with Me                                                  | специальный агент ФБР Филлип Джеффрис                                              |
| 1994      | ф   | Волшебный стрелок                           | Büvös vadász                                                                   | продюсер фильма                                                                    |
| 1995      | док | Время жизни: История рок-н-ролла            | The Time Life History Of Rock N' Roll                                          | камео                                                                              |
| 1996      | ф   | Баския                                      | Basquiat                                                                       | Энди Уорхол                                                                        |
| 1997      | ф   | Вдохновение                                 | Inspirations                                                                   | камео                                                                              |
| 1998      | док | Лу Рид: Сердце рок-н-ролла                  | Lou Reed: Rock and Roll Heart                                                  | камео                                                                              |
| 1998      | ф   | Мой запад                                   | Il Mio West                                                                    | Джек Сикора                                                                        |
| 1998      | ф   | Джентльмен в ночи                           | Passaggio per il paradiso                                                      | продюсер фильма                                                                    |
| 1999      | ф   | Понты                                       | Everybody Loves Sunshine                                                       | Берлай                                                                             |
| 1999—2000 | с   | Голод (2 сезон)                             | The Hunger                                                                     | рассказчик                                                                         |
| 2000      | ф   | Тайна мистера Райса                         | Mr. Rice's Secret                                                              | Мистер Уильям Райс                                                                 |
| 2001      | ф   | Образцовый самец                            | Zoolander                                                                      | камео                                                                              |
| 2003      | док | Легенда аллеи звёзд                         | Mayor of the Sunset Strip                                                      | камео                                                                              |
| 2006      | мф  | Артур и минипуты                            | Arthur et les minimoys                                                         | император Урдалак                                                                  |
| 2006      | ф   | Престиж                                     | Prestige                                                                       | Никола Тесла                                                                       |
| 2006      | док | Скотт Уолкер: Человек 30-го века            | Scott Walker: 30 Century Man                                                   | камео, исполнительный продюсер                                                     |
| 2007—2007 | мс  | Губка Боб Квадратные Штаны                  | SpongeBob SquarePants                                                          | Лорд Его Величество (ЛЕВ), озвучка, эпизод: «Атлантис Квадратные Штанантис»        |
| 2008      | ф   | Август                                      | August                                                                         | Cyrus Ogilvie                                                                      |
| 2009      | ф   | Бандслам                                    | Bandslam                                                                       | камео                                                                              |
| 2017—2017 | с   | Твин Пикс (3-й сезон)                       | Twin Peaks: The Return                                                         | агент ФБР Филипп Джеффрис (использовались архивные кадры)                          |

### В качестве центрального действующего лица документальных или концертных фильмов
Этот список содержит документальные фильмы и видео, которые были выпущены официально в виде фильмов, телепередач и / или домашнего видео, и упорядочен по дате съёмки. Бутлеги и видео, распространяемые в частном порядке, в списке отсутствуют. Список является выборочным, особенно в отношении телевизионных выступлений и интервью. Более полный список можно найти в книге Николаса Пегга «The Complete David Bowie».
| Название                                                                                                   | Дата съёмок    | Дата выхода | Тип                                                                                           | Видеоформат                                                                          | Видеоформат | Видеоформат | Видеоформат                                                                             | Примечания |
| Название                                                                                                   | Дата съёмок    | Дата выхода | Тип                                                                                           | Кинофильм                                                                            | Телефильм | VHS | DVD                                                                                     | Примечания |
| --- | -------------- | ----------- | --------------------------------------------------------------------------------------------- | ------------------------------------------------------------------------------------ | --- | --- | --------------------------------------------------------------------------------------- | --- |
| Love You Till Tuesday                                                                                      | 1969           | 1984        | Промофильм                                                                                    | —                                                                                    | — | 1984 | 2005 ()                                                                                 | Фильм не издавался до 1984 году, когда был выпущен на VHS. переиздание 2005 года на DVD содержит телефильм «Пьеро в бирюзе» (также известный как «Убийства в Зазеркалье») в качестве дополнения.. |
| Официальное название отсутствует; известен как «David Bowie Special» или «Nationwide Report — David Bowie» | 1973 (май)     | 1973        | Документальный фильм                                                                          | —                                                                                    | 1973 (BBC1, Nationwide) | — | —                                                                                       | Этот 12-минутный документальный фильм был снят для телепрограммы BBC News Nationwide и озвучен Бернардом Фальком. Для домашнего релиза не издавался. |
| Ziggy Stardust and the Spiders from Mars                                                                   | 1973 (июль)    | 1974        | Концертный фильм                                                                              | 1979 (мировая премьера); 1983 (общий кинопрокат); 2002 (переиздание)                 | 1974 (ABC, In Concert; сокращённая 60-минутная версия) | 1984 | 1998; 2003 (расширенная версия)                                                         | Фильм несколько раз показывали в формате 16 мм до его мировой премьеры в 1979 году. Релизы на VHS и DVD получили название Ziggy Stardust and the Spiders from Mars: The Motion Picture. В телеверсии фигурировал Джефф Бек, в других версиях он отсутствовал. |
| The 1980 Floor Show                                                                                        | 1973 (октябрь) | 1973        | Промофильм / концертный фильм                                                                 | —                                                                                    | 1973 (NBC, The Midnight Special) | — | —                                                                                       | Фильм неоднократно транслировался на канале NBC. Несколько отрывков были показаны в британском телешоу Top of the Pops. В съёмках участвовали Марианна Фейтфулл, The Troggs и Carmen. В форматах домашнего видео не выпускался. |
| Cracked Actor                                                                                              | 1974           | 1975        | Документальный / концертный фильм                                                             | —                                                                                    | 1975 (BBC2) | — | —                                                                                       | Фильм был снят для документального сериала BBC Omnibus. Для домашнего релиза не издавался. |
| Live at the Beat Club                                                                                      | 1978           | 1978        | Концертный фильм                                                                              | —                                                                                    | 4 августа 1978 (Radio Bremen, Musikladen) | — | —                                                                                       | Съёмки проходили 30 мая 1978 года. После первоначальной трансляции фильм был показан по немецкому телевидению и на телеканале VH1 в 2003 году. В форматах домашнего видео не выпускался. |
| Serious Moonlight                                                                                          | 1983           | 1984        | Концертный фильм                                                                              | —                                                                                    | — | 1984 | 1999 (неофициальный релиз); 2006 (официальный релиз)                                    | Релиз 2006 года также включает расширенную версию фильма Ricochet в качестве дополнения. |
| Ricochet                                                                                                   | 1984           | 1985        | Документальный / концертный фильм                                                             | —                                                                                    | 1986 (USA, Night Flight) | 1985 | 2006 (расширенная версия включена в качестве дополнения к DVD-версии Serious Moonlight) | Киноверсия, первоначально транслировавшаяся по американскому телевидению и выпущенная на видеокассете, длилась примерно 58 минут. Версия, выпущенная в качестве дополнения к DVD-изданию Serious Moonlight (2006), представляла собой расширенную версию продолжительностью примерно 78 минут. Фильм время от времени показывался на телевидении, а также выпускался в форматах домашнего видео. |
| Glass Spider                                                                                               | 1987           | 1988        | Концертный фильм                                                                              | —                                                                                    | 1988 (ABC специальный телевыпуск, David Bowie: Glass Spider Tour; сокращённая 50-минутная версия) | 1988 | 2001 (под названием Glass Spider Tour); переиздан в 2007 году                           | В съёмках также участвовали Питер Фрэмптон и Чарли Секстон. |
| Tin Machine Live: Oy Vey, Baby                                                                             | 1991           | 1992        | Документальный / концертный фильм                                                             | —                                                                                    | — | 1992 | —                                                                                       | Альтернативное название: Tin Machine: Live at the Docks. В фильме показан концерт группы Tin Machine 1991 года в Гамбурге, версия которого отличается от версии в альбоме Tin Machine Live: Oy Vey, Baby. Официально на DVD не издавался. |
| Bowie – The Video Collection                                                                               | 1993 или ранее | 1993        | Сборник видеоклипов                                                                           | —                                                                                    | До выпуска на VHS отдельные музыкальные клипы транслировались в различных телепрограммах. | 1993 | —                                                                                       | Сборник видеоклипов Дэвида Боуи до 1993 года. Позднее эта компиляция была включены на DVD Best of Bowie, вместе с новым дополнительным материалом. |
| David Bowie: Black Tie White Noise                                                                         | 1993           | 1993        | Документальный фильм (интервью) / пантомимы / подборка видеоклипов (в конце включены 3 видео) | —                                                                                    | — | 1993 | 2005                                                                                    | Релизы на VHS и DVD содержат интервью, перемежающиеся пантомимой, за которыми следуют три музыкальных клипа. DVD содержит дополнительную сортировку глав интервью. |
| David Bowie and Friends: A Very Special Birthday Concert                                                   | 1997           | 1997        | Концертный фильм                                                                              | —                                                                                    | Трансляция в качестве специального телевизионного выпуска с оплатой за просмотр в марте 1997 года (США). | — | —                                                                                       | Концерт посвященный 50-летию Дэвида Боуи, снятый в Мэдисон-сквер-гардене. В шоу участвовали Фрэнк Блэк, Foo Fighters, Sonic Youth, Роберт Смит, Лу Рид и Билли Корган. В форматах домашнего видео не выпускался. |
| VH1 Storytellers: David Bowie                                                                              | 1999           | 1999        | Концертный фильм                                                                              | —                                                                                    | 1999 (VH1; VH1 Storytellers) (8 песен) | — | 2009 (расширенная версия, 12 песен)                                                     | Первоначальная трансляция телеканала VH1 содержала 8 песен. DVD-издание 2009 года, а также релиз на iTunes содержат 8 первоначальных песен и 4 дополнительные. |
| David Bowie: Sound and Vision                                                                              | 2002 или ранее | 2002        | Документальный фильм                                                                          | —                                                                                    | 2002 (A&E) | — | 2003                                                                                    | Документальный фильм снятый в 2002 году американской телекомпанией A&E для их документального проекта Biography. Впервые был показан на A&E 4 ноября 2002 года. David Bowie: Sound and Vision был первой полноценной (момент выхода) ретроспективной биографией музыканта. Фильм был выпущен в 2002 году, когда Боуи заканчивал альбом Heathen.                                                  |
| Best of Bowie                                                                                              | 2002 или ранее | 2002        | Концертный фильм / музыкальное видео / документальная (интервью) подборка                     | Включает отрывок из ранее вышедшего фильма Ziggy Stardust and the Spiders from Mars. | Включает концертные клипы, которые транслировались в телепрограммах 1970-х: The Old Grey Whistle Test, The Dick Cavett Show, TopPop и Russell Harty Plus. Некоторые музыкальные клипы также транслировались по MTV, VH1 и другим телеканалам. | Включает материалы из более ранних выпусков сборника на VHS, в том числе все видеоклипы из Bowie – The Video Collection (1993), а также отрывки из фильмов Ziggy Stardust and the Spiders from Mars: The Motion Picture (1984) и Serious Moonlight (1984). | 2002                                                                                    | DVD-сборник музыкальных клипов, большинство из которых ранее выпускались в той или иной форме. Включает все видео из компиляции «Bowie — The Video Collection» (1993), а также дополнительный контент: клипы, концертные выступления, интервью и проморолики. Кроме того, включает короткометражный фильм Jazzin’ for Blue Jean. Некоторые материалы доступны только через «пасхальные яйца».    |
| Бонусный DVD к альбому Reality                                                                             | 2003           | 2003        | Концертный фильм                                                                              | —                                                                                    | — | — | 2003                                                                                    | Содержит «живое» студийное исполнение всех песен альбома Reality. DVD был выпущен в качестве бонуса к специальному концертному изданию альбома Reality. |
| A Reality Tour                                                                                             | 2003           | 2004        | Концертный фильм                                                                              | —                                                                                    | — | — | 2004                                                                                    | Концертный фильм снятый во время последнего гастрольного тура Боуи A Reality Tour. |